# Skebokvarn
Skebokvarn est une localité de Suède dans la commune de Flen située dans le comté de Södermanland.
Sa population était de 200 habitants en 2019.